# القرن 18 ق م
قرن 18 ق.م هو القرن الذي امتد من 1800 ق.م إلى 1701 ق.م.